# Nanette Raybaudová
Nanette Raybaudová (* 20. října 1960 Marseille) je bývalá francouzská reprezentantka ve sportovním lezení, vítězka posledního závodu Sportroccia, první vítězka celkového hodnocení světového poháru v lezení na obtížnost v roce 1989 a mistryně Francie.

## Výkony a ocenění
V roce 1995 vydal Heinz Zak knihu Rock Stars, kde je mezi nejlepšími skalními lezci světa mezi sedmnácti francouzskými lezci.
- 1989: vítězka posledního závodů Sportroccia (konaly se čtyři, první tři vyhrála Catherine Destivelleová)
- 1989: vítězka prvního ročníku světového poháru v celkovém hodnocení vůbec a v lezení na obtížnost (v ostatních disciplínách se zde ještě nezávodilo)
- 1990: mistryně Francie
- 1992–1994: nominace na mezinárodní prestižní závody Rock Master v italském Arcu

### Závodní výsledky
| Sportroccia | Sportroccia |
| Rok         | 1989        |
| ----------- | ----------- |
| Obtížnost   | 1           |

| Arco Rock Master | Arco Rock Master | Arco Rock Master | Arco Rock Master |
| Rok              | 1992             | 1993             | 1994             |
| ---------------- | ---------------- | ---------------- | ---------------- |
| Obtížnost        | 5                | 6                | 9                |

| Světový pohár ve sportovním lezení | Světový pohár ve sportovním lezení | Světový pohár ve sportovním lezení |
| Rok                                | 1989                               | 1990                               |
| ---------------------------------- | ---------------------------------- | ---------------------------------- |
| Obtížnost                          | 1                                  | 3                                  |
| jednotlivě*                        | ?,,                                | 4,?,,,5-8,                         |

* Pozn.: nalevo jsou poslední závody v roce
| Mistrovství Francie ve sportovním lezení | Mistrovství Francie ve sportovním lezení | Mistrovství Francie ve sportovním lezení | Mistrovství Francie ve sportovním lezení | Mistrovství Francie ve sportovním lezení | Mistrovství Francie ve sportovním lezení |
| Rok                                      | 1988                                     | 1990                                     | 1992                                     | 1993                                     | 1994                                     |
| ---------------------------------------- | ---------------------------------------- | ---------------------------------------- | ---------------------------------------- | ---------------------------------------- | ---------------------------------------- |
| Obtížnost                                | 2-3                                      | 1                                        | 2                                        | 2                                        | 3                                        |